# Aeroporto di Yinchuan Hedong
L'Aeroporto Internazionale di Yinchuan Hedong, 銀川河東國際機場T, 银川河东国际机场S, Yínchuān Hédōng guójìjīchǎngP, (IATA: INC, ICAO: ZLIC) è un aeroporto cinese situato a 25 km (13,5 nmi) sud-est del centro di Yinchuan, nel comune di Linghe di Lingwu, ed è il principale scalo aeroportuale che serve la città, capitale della regione autonoma del Ningxia. Pur relativamente modesto rispetto a molti aeroporti in Cina, lo scalo è il principale punto di accesso per via aerea alla regione.
Oltre alla principale città servita, il nome dell'aeroporto fa riferimento a Hedong, letteralmente "est del fiume", e deriva dalla collocazione dell'aeroporto, ad est del Fiume Giallo. Dallo scalo è possibile raggiungere più di 20 città con un volo diretto, o il trasferimento a Xi'an e Pechino. L'edificio del terminal si estende su una superficie totale di 4 247 843 metri quadrati.
Nel 2013, l'aeroporto ha gestito 4 247 843 passeggeri, il che in quell'anno rese l'aeroporto il 39° più trafficato in Cina.